# Canto del tramonto
Canto del tramonto (Sunset Song) è un romanzo scritto da Lewis Grassic Gibbon nel 1932 e rappresenta una delle opere fondamentali della letteratura scozzese novecentesca.

## Trama
Il racconto ha come protagonista Chris Guthrie, una giovane donna cresciuta in una famiglia contadina del Kincardineshire, una regione della Scozia. Lo scrittore narra della vita di questa famiglia, resa dura dalle difficoltà economiche e dal sopraggiungere della prima guerra mondiale.
Le tematiche affrontate in quest'opera sono molte e complesse: in primo luogo vi è la questione del contrasto linguistico tra l'uso dell'inglese e del dialetto scozzese, visti come differenti modi di espressione e di veicolazione di tradizioni molto diverse. Da un lato, l'inglese è considerato la lingua dei "dominatori" e simboleggia la modernità. Dall'altro, lo scozzese è la lingua degli antenati di Chris, la protagonista, e le ricorda i suoi legami con la terra natia e soprattutto con le vecchie canzoni popolari che la animano.
Un'altra questione è quella del presunto nazionalismo o internazionalismo dell'opera, che è stato molto dibattuto da critici di varie posizioni. Se da una parte, Lewis Grassic Gibbon si qualifica come uno scrittore impegnato nella denuncia sociale delle condizioni di vita dei contadini scozzesi, dall'altro i problemi da lui affrontati possono essere considerati universali. Esempi di quest'ultimo tipo sono il forte legame con la terra, lo sradicamento delle tradizioni da parte della modernizzazione e dell'industrializzazione, il rapporto uomo - donna (controverso e continuamente messo in discussione).

## Versione televisiva
Nel 1971 è stata realizzata una versione televisiva di tale romanzo ad opera della BBC. Il ruolo della protagonista è stato interpretato da Vivien Heilbron.

## Edizioni
- Lewis Grassic Gibbon, Canto del tramonto, traduzione di Massimiliano Morini, Giano, 2005, ISBN 88-7420-065-X.